# Pleta del Pi
La Pleta del Pi és un pletiu situat dins del terme municipals de la Vall de Boí, a la comarca de l'Alta Ribagorça, i dins la zona perifèrica del Parc Nacional d'Aigüestortes i Estany de Sant Maurici.
Situat en la Vall de Llubriqueto, al sud-sud-oest del Salt de Llubriqueto i a ponent del Pla de la Cabana, entre els 2.075 i els 2.100 metres d'altitud.

## Rutes[2]
Remuntant direcció oest des del Pla de la Cabana.